# Химейер, Марвин Джон
Марвин Джон Химейер (Хи́майер, англ. Marvin John Heemeyer; 28 октября 1951 года — 4 июня 2004 года) — владелец мастерской в Гранби, штат Колорадо, военный инженер на пенсии, аэродромный техник ВВС США. После длительного конфликта с компанией Mountain Park Concrete (бетонный завод) и местными властями по поводу территории, на которой находилась его мастерская, он оборудовал бульдозер Komatsu D355A-3 бронёй и разрушил 13 административных зданий (в том числе все здания, принадлежавшие бетонному заводу), после чего покончил жизнь самоубийством. Это происшествие также известно в СМИ и интернете как «Война Марвина Химейера», а его бульдозер — как KillDozer (рус. бульдозер-убийца).
За исключением самого Марвина, пострадавших не было.

## Биография
Марвин Химейер родился 28 октября 1951 года на молочной ферме в Южной Дакоте. В 1974 году он переехал в Колорадо, поскольку был переведен на авиабазу Лоури. В 1989 году он переехал в Гранд-Лейк, штат Колорадо, примерно в 25 км от Гранби. Соседи утверждали, что он переехал в Гранби примерно за 10 лет до описанных событий. Его друзья утверждают, что у него не было родственников в районе Гранби и Гранд-Лейка.
Джон Болдри, друг Химейера, сказал, что он был приятным человеком. Брат Химейера Кен заявил, что он мог «сделать все возможное для любого». Хотя многие люди описывали Химейера как приветливого человека, местная жительница Кристи Бейкер утверждала, что ей сказали, что Химейер угрожал ее мужу после того, как он отказался платить за некачественный ремонт глушителя. Бейкер сказала, что ее муж позже все таки заплатил Химейеру 124 доллара.
Химейер любил кататься на снегоходах с друзьями. Он руководил спасательной операцией во время одной из таких поездок после того, как его друг попал под небольшую лавину.

## Легализация азартных игр
Химейер был ярым сторонником легализации азартных игр и неоднократно проводил агитационные кампании в их поддержку. В какой-то момент он даже начал распространять собственную газету об легализации, так как считал, что местные газеты имели предвзятую позицию в этом вопросе.
В 1994 году была предложена мера, которая легализовала бы азартные игры в Гранд-Лейк. Химейер был ярым сторонником этого предложения и был настолько увлечен этим делом, что едва не подрался с местным репортером, выступавший против.

## История конфликта
В 1992 году Химейер купил два акра (8100 м²) земли у компании Resolution Trust Corporation за 42 тыс. долларов. Ранее эта земля принадлежала семье Дочефф. Позже он согласился продать свой участок семье Дочефф, которая планировала расширить свой близко расположенный бетонный завод. Согласованная стоимость составила 250 тыс. долл., но, по словам Сьюзан Дочефф, Химейер передумал и повысил стоимость до 375 тыс. долл. (их семья Дочефф согласилась заплатить), а ещё позже — примерно до 1 млн долларов. Эти переговоры проходили задолго до публичных слушаний.
В 2000 году Химейер начал кампанию против строительства завода. Сначала местные жители были на стороне Марвина, но семья Дочефф убедила, что завод будет отвечать всем экологическим стандартам и не будет загрязнять окружающую среду. В январе 2001 на публичных слушаниях было решено о строительстве предприятия. Химейер был единственным, кто проголосовал против. Он безуспешно пытался обжаловать решение, утверждая, что завод перекроет дорогу к его мастерской по ремонту и продаже автомобильных глушителей. При этом суд не согласился с доводами Марвина, а местные журналисты после изучения аэрофотосъемки пришли к выводу, что бизнесу Химейера ничего не помешает. Кроме того, Химейер был оштрафован на 2,5 тыс. долл. за «отсутствие подключения к канализации» — с момента покупки участка он сливал отходы в закопанную автомобильную цистерну, а также пытался незаконно врезаться в соседскую канализационную трубу.
По другим данным, больших денег ему не предлагали, а выкупили другие участки за небольшую цену и также небольшую цену предлагали и ему.

## Бульдозер
Химейер продал свой бизнес и имущество в лизинг компании по уборке мусора за несколько месяцев до событий. За два года до них он приобрёл бульдозер для того, чтобы с его помощью оборудовать дорогу до автомастерской, однако власти города не разрешили ему строить дорогу.
Полтора года ушло на подготовку бульдозера. В записках, найденных позже следствием, Химейер писал: «Интересно, как меня ещё не поймали. Проект занимал часть моего времени в течение более чем полутора лет». Он был удивлён, что никому из его посетителей не показались странными изменения бульдозера, «особенно с увеличением его массы на 910 кг».
Бульдозер, о котором идёт речь, — гусеничный Komatsu D355A с бронированной кабиной. В некоторых местах толщина брони достигала более 30 сантиметров, она состояла из нескольких слоёв стальных листов и бетона и представляла собой комбинированную броню. Она давала защиту от стрелкового оружия и от взрывчатки. Три взрыва и более 200 пуль, выпущенных по бульдозеру, практически не причинили ему вреда.
Для обеспечения хорошей видимости бульдозер был оборудован несколькими видеокамерами, подключёнными к двум дисплеям в кабине. Объективы камер были защищены пуленепробиваемым пластиком 7,6-сантиметровой (3 дюйма) толщины. Вентиляторы и кондиционер поддерживали температуру в кабине, а при помощи сжатого воздуха можно было очищать от пыли видеокамеры. В кабине имелись запасы пищи и воды. Химейер не собирался покидать кабину после того, как войдёт в неё, люк был запечатан. Власти предположили, что для установки брони на бульдозер мог использоваться самодельный кран, найденный в гараже.
Кроме всех этих изменений, в бульдозере имелись винтовка Barrett M82, карабин Ruger AC556, пистолет Kel-Tec P11 и револьвер Magnum.
Впоследствии модифицированный бульдозер получил прозвище «Killdozer» (от «убивать» + «бульдозер», бульдозер-убийца).
19 апреля 2005 года было объявлено о разборке «бульдозера-убийцы» на металлолом. Планировалось, что бульдозер будет разобран на множество мелких частей, каждая из которых будет отправлена на отдельную свалку. Эти планы должны были помешать поклонникам Химейера забрать эти части как сувениры.

## Месть Химейера
4 июня 2004 года Химейер выехал в город на бронебульдозере через стену своей автомастерской и протаранил бетонный завод, здание администрации, редакцию местной газеты, поддерживавшей его противников, дом вдовы бывшего судьи и другие постройки. Владельцы всех повреждённых зданий были так или иначе связаны со спорами о земельном участке Химейера.
Химейер направил бульдозер на магазин Gambles, владелец которого участвовал в слушаниях по вопросу строительства цементного завода. В ходе разрушения здания один из ранее атакованных скреперов был передвинут на тротуар, блокируя отступление бульдозера. Оператор этой техники покинул место происшествия. Химейер не знал что в здании есть подвал, в который и провалилась одна гусеница машины, которая, таким образом, была обездвижена. Повреждение радиатора вызвало утечку охлаждающей жидкости и последующий отказ двигателя. В 16:30 по горному времени, спустя минуту после остановки, один из членов группы SWAT, окруживших бульдозер, сообщил о звуке выстрела из кабины. Впоследствии было установлено, что Химейер застрелился из револьвера калибра .357.
Химейер разрушил 13 зданий, общий ущерб оценивается в сумму, превышающую 7 млн долларов.
Многие жители города были оповещены властями о происходящем и смогли заранее эвакуироваться. В 11 из 13 снесённых Химейером зданий не находилось ни одного человека. По данным местных властей, Химейер сделал 15 выстрелов по трансформаторам и бакам с пропаном; по утверждению одного из представителей местных властей Гранби, если бы баки взорвались, это «представляло бы угрозу для людей на расстоянии полумили от места взрыва».
После событий завод вернулся к работе через три дня и продолжил поставлять бетон, банк Liberty Savings Bank, который подвергся атаке, открылся снова, а один из жителей города предложил лозунг «Гранби — не просто отличный город, он безмарвиновый».

## Культурное влияние
- В 2014 году Андрей Звягинцев, российский кинорежиссёр, снял фильм «Левиафан» после того, как ознакомился с историей Марвина Химейера[24].
- В 2020 году в США вышел документальный фильм «Бульдозер», снятый на основе истории Марвина Химейера, американским режиссёром Полом Солетом[25][26]